# Света Параскева Икономска
Вижте пояснителната страница за други значения на Света Параскева.
„Света Параскева Икономска“ или „Света Петка Икономска“ или Гимназиална (на гръцки: Αγίας Παρασκευής Οικονόμου) е православна църква в град Костур (Кастория), Егейска Македония, Гърция. Храмът е част от Костурската епархия.

## Местоположение
Храмът традиционно е енорийски на старата Икономска енория.

## История
Построена е на мястото на по-стар храм в 1846 година - датата е изсечена в северния горен ъгъл на западната фасада. Според ктиторския надпис е изписана в 1884 година при митрополит Кирил Костурски от Атанасиос Панайоту от Костур:
| „ | ΙCΤΟΡΗΘΗ Ο ΠΑΡΩΝ ΘΕΙΟC ΚΑΙ ΙΕΡΩΤΑΤΟC ΝΑΟC ΤΗC ΑΓΙΑC ΟCΙΟΜΑΡΤΥΡΟC ΠΑΡΑCΚΕΥΗC ΑΡΧΙΕΡΑΤΕΥΟΝΤΟC ΤΟΥ ΠΑΝΙΕΡΩΤΑΤΟΥ ΜΗΤΡΟΠΟΛΙΤΟΥ ΚΥΡ ΚΥΡΙΛΛΟΥ ΕΦΗΜΕΡΕΥΟΝΤΟC ΜΕΝ ΤΟΥ ΑΙΔΕΣΙΜ. ΠΑΠΑCΤΕΦΑΝΟΥ ΕΠΙΤΡΟΠΕΥΟΝΤΟC ΔΕ ΚΥΡΙΟΥ ΧΑΤΖΗ ΙΩΑΝ. ΚΟΥΨΙΟΥΡΗ ΔΙΑ ΔΑΠΑΝΗC ΑΠΑΝΤΩΝ ΤΩΝ ΕΝΟΡΙΤΩΝ ΕΝ ΕΤΕΙ CΩΤΗΡΙΩ C 1884 ΑΠΡΙΛΙΟΥ 21: Διά χειρός Αθανασίου Παναγιώτου εκ Καστορίας | “ |

В 1991 година храмът е обявен за защитен паметник.

## Архитектура
В архитектурно отношение църквата е трикорабна базилика, изградена от камък. Такава е архитектурата на всички костурски храмове от XIX век. Дело на Панайоту е цялата вътрешна украса на храма. Той е надживописал зле и една икона на света Богородица, като е унищожил първоначалния ѝ изглед.
- Икони
- Ктиторският надпис и над него свети Евтимий, свети Алипий и свети Зосим
- Стенописи от храма
- Иконостасна икона на света Богородица Врефократуса, Атанасиос Панайоту, 1884 г.
- Иконостасна икона на свети Атанасий, Атанасиос Панайоту, 1884 г.
- Иконостасна икона на Рождество на Свети Йоан Предтеча
- Иконостасна икона на Кръщение Господне